# Controversia sobre el descubrimiento del Río de la Plata
La controversia sobre el descubrimiento del Río de la Plata enfrenta a los que opinan que el estuario del Río de la Plata, situado entre los actuales estados de Argentina y Uruguay, fue descubierto por Juan Díaz de Solís y los que arguyen que su primer descubridor fue Américo Vespucio a bordo de una expedición portuguesa. 
La llegada de la expedición de Solís al Río de la Plata el 2 de febrero de 1516 se halla fuera de controversias y su narración fue realizada por el cronista mayor de Indias, Antonio de Herrera, nombrado por el rey Felipe II de España en 1596 para investigar en los archivos. Herrera publicó en 1601 la Historia General de las Indias Occidentales, comprendiendo los sucesos ocurridos hasta 1531, entre los cuales se halla la expedición de Solís. El arribo previo al Río de la Plata de la expedición portuguesa de Esteban Froes y Juan de Lisboa en julio de 1514 y de la expedición portuguesa de 1501-1502 cuyo mando se atribuye a Gonzalo Coelho y a Américo Vespucio es motivo de desacuerdo entre los investigadores.

## Hipótesis vespuciana

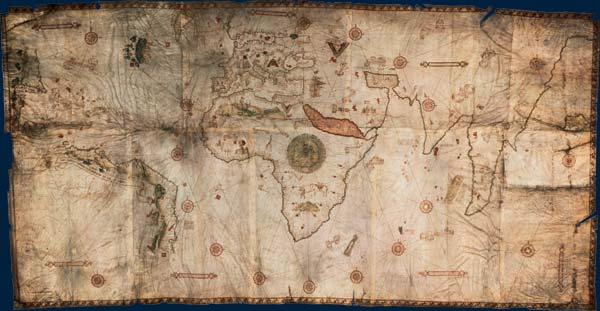
Planisferio de Caverio (1504-05), basado en el Cantino de 1502. Es una de las fuentes del Waldseemüller de 1507, donde se aprecia un perfil que recuerda la forma del golfo de México y de Norteamérica entre La Florida y Delaware. También aparece el Río Iordan.

Si bien no ha sido encontrado ningún escrito de Vespucio en el que describa sin ambigüedad los territorios orientales del sur de América, gran cantidad de prestigiosos investigadores han presentado evidencia cartográfica que tiende a apoyar la idea de que, efectivamente, el navegante pudo haber alcanzado latitudes mucho mayores de la que figuran en los pocos textos supervivientes. Existe un obstáculo adicional en su correspondencia privada: de su primera carta a Lorenzo de Pierfrancesco se desprende que su derrotero siguió el margen continental; pero en la Fragmentaria dice que torció el rumbo a los 32° y se dirigió hacia el este, dejando la costa fuera de su vista. Por ello aquellos que hasta el siglo XIX daban al navegante alguna credibilidad suponían que el final de su travesía debía situarse en el África occidental. La interpretación moderna, en cambio, niega la autenticidad del cambio de dirección y opina que en esta última epístola se evidencia el vestigio de una manipulación política con el fin de ocultar sus actividades y descubrimientos a sus competidores europeos: los portugueses acostumbraban modificar las relaciones de las rutas navieras y el dibujo de los mapas que podían salir del reino, y desde 1504 el rey Manuel I prohibió reproducir en la cartografía el derrotero de las flotas que se dirigían a La India más allá del río Congo, y estableció medidas para mantener un estricto control de la cartografía oficial.
Casi toda la evidencia cartográfica desmiente que el viraje haya tenido lugar: por ejemplo, el mapa Kunstmann II, preservado en la Biblioteca del Estado Bávaro de Múnich, es sin lugar a dudas el más completo de los coetáneos a los viajes vespucianos. No hay consenso sobre su autor o su origen: aunque suele presentarse como portugués, tal vez provenga de Italia. 
La mayor parte de los especialistas, como Peschel, Ruge, Kretschmer, Nordenskiöld, Uzielli. Köhl, Orville-Derby, Winter, Almagiį, Magnaghi, Sanz y Levillier lo datan en 1502. Otros arriesgan otras fechas: Stevenson, en 1503; Duarte Leite y Harrisse, en 1506; Laguarda Trías, en 1504.
Levillier sugiere que este mapa proviene de Vespucio: o bien es su diseño personal, o al menos es su fuente directa de información. Se apoya en una serie de observaciones muy sugerentes: 
- Sobre el Brasil aparece dibujado un hombre siendo asado por indígenas, lo que corresponde a una narración de Vespucio sobre un hecho real sufrido por uno de los miembros de su tripulación;
- La abundante nomenclatura del litoral, en la que se distinguen 37 topónimos (23 en tierra brasileña), coincide casi plenamente con la asignada durante la expedición vespuciana de 1501-1502;
- Es el primer mapa que señala el gran Río Jordán, que según Levillier era el nombre antiguo del Río de la Plata.[4] Aparece también el nombre río Cananor,[7][8] actualmente el Camarones en la bahía homónima (reaparece en la cartografía de Waldseemüller de 1513 y 1516),[4] y el Pinaculo Detentio, identificado como el cerro de Montevideo.[4]

En este mapa (y también en el de Nicolo Caverio), entre los pocos nombres que Vespucio habría inscrito al oeste del límite de la jurisdicción portuguesa, aparece una gran bahía, golfo o estuario a 34-35 grados sur (la latitud del Río de la Plata), con la leyenda "Rio Iordan" o "Rio iordam". 

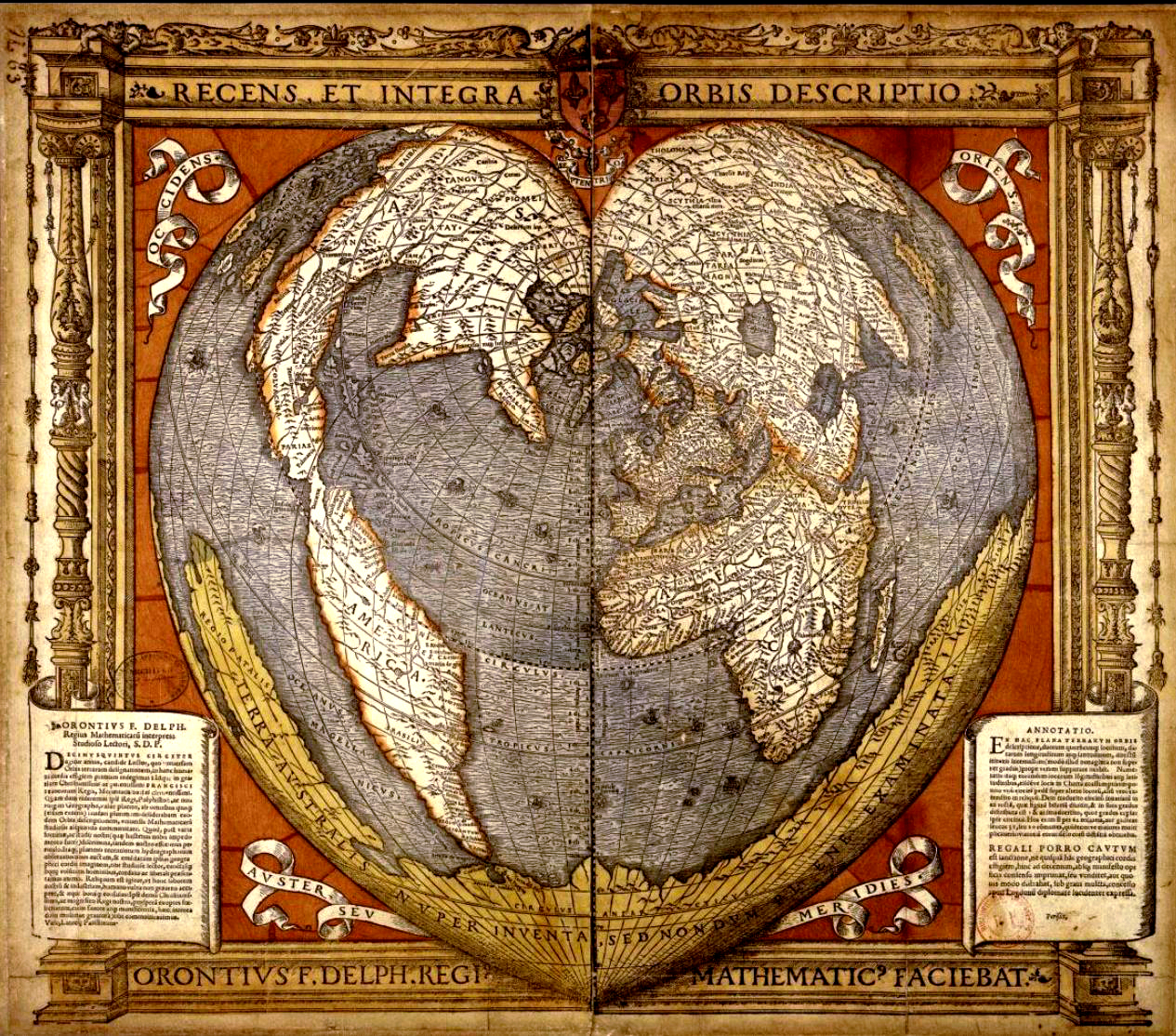
Mapamundi de Oroncio Fineo (1536) en forma de corazón en el que figuraría el Río de la Plata como "R.Iordã".

Durante los veinticinco años siguientes este topónimo es reemplazado en todos los demás mapas por la variante "Río Jordán", siempre asociada al "Río de Solís" (es decir el Río de la Plata): Castiglione (1526-1527), Salviati (1526-1527), Maggiolo (1519 y 1527), Ribero (1527). En los mapas confeccionados por la Casa de Contratación de Sevilla aparece "iordá" (Mártir de Anglería, 1520-1526), "Rio Iordã" (Ribero, 1929), "R.Iorà" (Oroncio Fineo, 1531) y "R.Iordã" (Oroncio Fineo, 1536). 
No se conserva ningún documento en la península ibérica que mencione el significado de la inscripción, aunque existe un intento de explicación muy difundido, fundamentado en estudios caligráficos de las formas dominantes de la época, que intenta explicar el enigma: los indígenas de la cuenca del Plata llamaban al Río con la voz tupi-guaraní "Pará-n-áãn", cuya última parte probablemente se incorporó a la toponimia portuguesa como "dos ao" y a la española como "de aos" (así aparece en la "Memoria" que Diego García de Moguer dictó en Sevilla en 1530). La hipótesis relaciona las voces "de aos" y "dos ao" con "iordam", atribuyéndolas a un error de transcripción de los cartógrafos de Lisboa que tuvieron a su cargo la copia de las cartas vespucianas de la expedición de 1501-1502.
Existen otros documentos que aportan pruebas adicionales: en un antiguo mapamundi conservado en la Biblioteca de Palermo se lee: "Questo rio della Plata cioè fiume d'Argento fu scoperto da Amerigo Vespuccio fiorentino l'anno 1501" ("Este Río de la Plata, o también Río Argénteo fue descubierto por el florentino Américo Vespucio en el año 1501").
Una probanza posterior al año 1526 afirma: "Hunc argenteum fluvium primus Americus Vespuccius intravit anno 1501" ("Este río de plata fue avistado por primera vez por Américo Vespucio en el año 1501").

### Otros descubrimientos
En un exhaustivo estudio filológico y cartográfico sobre el nombre Cananor de los mapas europeos del período 1503-1590, Levillier concluye que efectivamente Vespucio llegó al menos hasta la latitud de 45 grados sur. Se trata del último topónimo aplicado por el navegante, lo que sugiere que durante el resto del viaje se alejó de las costas.

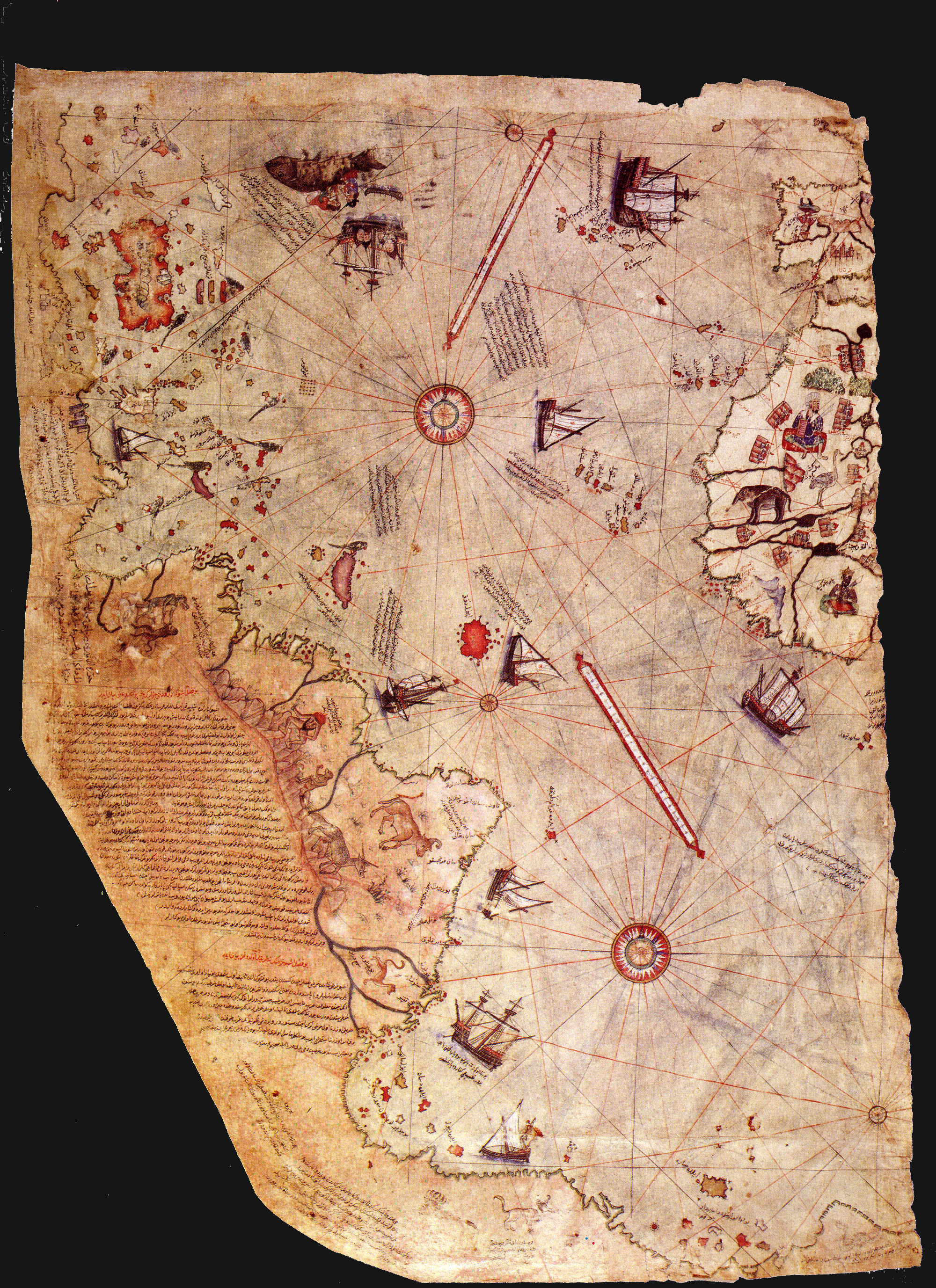
Fragmento del mapa de Piri Reis, donde aparece un archipiélago que guarda una superficial semejanza con el de las Malvinas y parece delinearse el perfil de la Patagonia oriental, figurando accidentes que recuerdan al Río de la Plata y las dos angosturas del Estrecho de Magallanes.

Como evidencia adicional, toda la cartografía hecha con anterioridad a los viajes de la Newen Zeitung (1514), Juan Díaz de Solís (1515-1516) o Fernando de Magallanes (1519-1522), solo pudo haber sido confeccionada sobre la base de los datos suministrados por Vespucio. Muchos de estos mapas muestran el extremo meridional de Sudamérica hasta los 50 o 55 grados de latitud sur.
En particular, Arnaud se detiene en el mapa de Piri Reis, que parece mostrar no sólo el Río de la Plata y el actual Delta del río Paraná, sino también toda la costa patagónica hasta Tierra del Fuego, incluidas la boca de entrada al estrecho de Magallanes, sus dos angosturas y la característica conformación de la costa fueguina cercana. El mapa incluye una inscripción en la que Reis se refiere específicamente a los portugueses como exploradores del lugar:

Este territorio es una desolación. Todo está en ruinas y se dice que aquí se encuentran grandes víboras. Por esta razón los portugueses infieles no desembarcaron estas costas y también se dice que son muy calientes.

También aparece un archipiélago situado en línea recta desde el Estrecho que, dada su posición y conspicuidad, Arnaud sugiere podría corresponder a las islas Malvinas. Reis denomina a la isla principal como "il de Sare" ("Isla de Sare").
Otros dos mapas de la época que apoyan los descubrimientos patagónicos de Vespucio son el planisferio de King-Hamy, llamado así por los coleccionistas que lo compraron en el siglo XIX y que alguna vez ha sido atribuido al propio Vespucio, y el planisferio Pesaro que se conserva en la Biblioteca Oliveriana de Pesaro.
Magnaghi coincide en la creencia de que el florentino recorrió las costas aún más al sur del río Camarones, hasta la bahía de San Giuliano, en las inmediaciones del Estrecho de Magallanes: 

Puede ser que el nombre de San Giuliano, tan familiar a un florentino, fuese dado por Amerigo y que Magallanes lo hubiese conservado.

 El nombre comienza a aparecer con el mapa de Antonio Pigafetta de 1522. Otros académicos opinan que el topónimo fue en realidad asignado por el mismo Magallanes.
Según el mismo Vespucio narra en su carta a Lorenzo Pierfrancesco, llegó a los 52 grados de latitud sur, el mayor avance logrado hasta entonces por la navegación europea.